# King Uncle
King Uncle (Übersetzung: Onkel König) ist ein indischer Film des Regisseurs Rakesh Roshan, gedreht im Jahr 1993.

## Handlung
Ashok Bansal entscheidet bereits in jungen Jahren, dass Geld das Wichtigste im Leben ist und dass er genug davon zu besitzen hat. In dem Prozess, Wohlstand zu erlangen, vernachlässigt er seine Familie, die aus seinem jüngeren Bruder Anil und seiner Schwester Sunita besteht.
Er verheiratet Sunita, die einen seiner Angestellten liebt, mit einem Mann, der sie wegen ihres Bruders Reichtum heiratet, sie nach Strich und Faden und vor ihren Augen betrügt und sie wie eine Haussklavin behandelt. Anil wehrt sich gegen die Willkür seines Bruders, heiratet Kavita und verlässt das Haus.
Ashoks Leben ändert sich für immer, als Munna in sein Leben tritt. Sie ist aus einem Waisenhaus weggelaufen, in dem die Heimleiterin und deren Lebensgefährte die Kinder schlecht behandelt. Munna richtet zunächst Chaos im Leben von Ashok an, doch als er sie in das Heim zurückbringt, merkt er, dass sie ihm fehlt. Die Bedeutung der Familie kennenlernend, beschließt er sie zu adoptieren und die Verbindung zu seiner eigenen Familie wiederherzustellen.